# ハナアブ
ハナアブ（花虻）は、ハエ目（双翅目）・ハナアブ科（Syrphidae）に属する昆虫の総称、あるいはその中の一種 Eristalis tenax の和名。ただし E. tenax の種としての和名は、科全体の総称とまぎらわしいためナミハナアブが用いられることが多くなってきている。ここでは前者の意味での解説を行い、後者の解説はナミハナアブの項目に委ねる。

## 概説

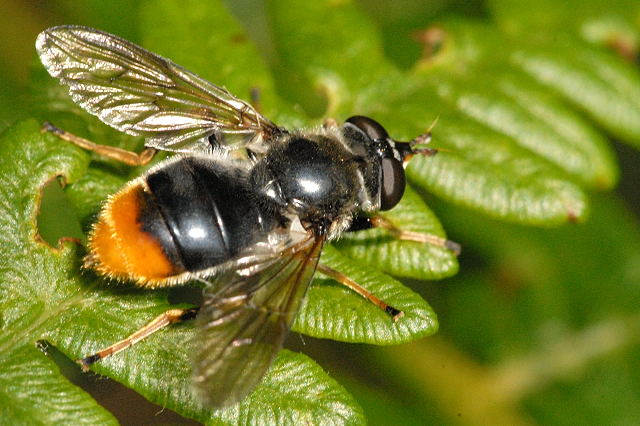
シリアカモンハナアブ
Blera fallax

ハナアブ科は体長4mmの小型種から25mmに達する大型種までを含み、種数においても形態、生態に関しても非常に多様性の高い分類群である。日本国内には1996年の段階で少なくとも89属400種は分布するのではないかと推定されており、さらに未記載種（新種）や国内未記録種も次々に確認されている。世界では1998年現在、188属、約6,000種が記載されている。
和名に「アブ」とあるが、いわゆるアブ（直縫短角群）の仲間ではなく、ハエ（環縫短角群）の仲間である。ただし一般的なハエと異なり、ノミバエ科やヤリバエ科などとともに、成虫の額に羽化直後にだけ機能する器官である額嚢をもたない無額嚢節と呼ばれる群に属する。ヒラタアブ亜科の幼虫は捕食性でアブラムシ（蚜）を餌とするものが多いため、かつて「食蚜蝿」の意でショクガバエ科と呼ばれていたこともあった。この名は現在ヒラタアブ亜科の一種オオショクガバエ Epistrophe grossulariae の和名に残る程度で、科の和名として使われることは稀となっている。またアブの仲間ではなくハエの仲間であることを明示するためにアブバエ科と呼ぶ試みがなされたこともあるが定着せず、ほとんど使われていない。

## 特徴

### 形態
たいてい成虫の体は黒く、胸部や腹部に黄色や橙色の斑紋を持つものが多いため、一見、ハチ類に似ていてベイツ型擬態の好例とされている。体表に微毛はあるが、剛毛は発達しない。頭部に額嚢を欠くため額線がない。そのため多くのハエとは異なった顔つきをしている。他のハエからハナアブ科を厳密に区別する形質は翅脈にあり、中脈（M）のうちのM1脈が前方に湾曲し、径脈（R）のうちのR4+5脈に接するため、これらで囲まれたr5室が閉じている。またアナアキハナアブ属 Graptomyza spp. を除き、中脈と径脈の間に真の翅脈ではない偽脈(英：spurious vein　ラテン語：vena spuria)という肥厚部が走っている。

### 生態
その名の通り、成虫は花に飛来して蜜や花粉を食べるものが多いが、そうでないものもある。虫媒花の送粉者としても重要で、特にキク科の植物には主にハナアブ科に依存したハエ媒花の花を咲かせるものが多い。
幼虫は有機物の多い水中でデトリタスを食べるもの、朽木内で育つもの、捕食性、植食性、きのこ食性など多様な生態に適応放散しており、それに合わせてその形態も著しく多様である。
ナミハナアブ亜科のうち、ナミハナアブ族 Eristalini の幼虫は水中生活で、円筒形の本体から尾部が長く伸張して先端に後部気門が開き、これを伸縮させてシュノーケルのように用いて呼吸する生態からオナガウジ（尾長蛆）の名で知られている。この仲間は生活廃水の流れ込む溝のような有機物の多いよどんだ水中で生活するものがよく知られているが、ほかにも木の洞（樹洞）に溜まった水の中でゆっくりと成長する種もある。
先述のようにヒラタアブ亜科には植物の茎葉の上で活発に移動してアブラムシを捕食するものが多く、やや扁平なウジ型をしている。なかにはフタスジヒラタアブのように、蝶や蛾の幼虫など比較的大きな昆虫を捕食していることが報告されているものもある。
社会性昆虫の巣に依存して幼虫期間を過ごすものもある。アリスアブ亜科の幼虫はアリの巣内に生活する好蟻性の昆虫で、半球を多少扁平に押しつぶしたような、あるいは皿を伏せたような形をしている。この体型に加え、前気門があたかも触角のように見えることとあいまってナメクジの一種のようにも見え、最初に発見されたときは軟体動物として記載が行われてしまった歴史がある。幼虫がアリの巣の中で何を食べて育つのかははっきりしておらず、アリの幼虫を食べて育つという報告がある一方で、それを与えても拒否するばかりでまったく育たなかったという報告もある。
土中に営巣するスズメバチ類の巣にはベッコウハナアブ類が進入して外被に産卵する。幼虫は巣の活動が盛んな時点では巣から捨てられた成虫の死体などをあさって食べているが、営巣末期になり巣の勢いがなくなると巣の内部に侵入し、スズメバチの幼虫を襲って食べてしまう。クロスズメバチ類にはシロスジベッコウハナアブ Volucella tabanoides 、キイロスズメバチにはニトベベッコウハナアブ B. nitobei が寄生することが知られている。
ほかにヒラタアブ亜科のキベリヒラタアブ属Xanthogrammaからも好蟻性を疑われる種が報告されている。

## 人間との関係
ハエの仲間としては成虫が衛生害虫となるような活動をほとんどしないため、直接的には人間との利害を持たない種が多い。ナミハナアブやシマハナアブなど、オナガウジ型のナミハナアブ族の幼虫の一部は生活廃水の流れ込む溝や家畜の排泄物の流れ込む水溜りといったごく汚い水に住み、その姿が目立っていて気味悪がられることが多い。この類の成虫はミツバチにきわめてよく似ており、アリストテレスがミツバチがどぶの汚水から生まれるとしているのは、これと見誤ったからではないかと言われる。
ヒラタアブ亜科のものはアブラムシの天敵として重要である。
累代飼育の容易なシマハナアブは、温室栽培の作物の受粉用に人工増殖して用いられたこともある。
例外的に農業害虫としての性質が報告されているのがマドヒラタアブ族にいくつか知られている。植物の地下部分を幼虫が食い荒らすもので、スイセンなどの球根を食害するスイセンハナアブや、タマネギを食害するハイジマハナアブといったものである。

## 分類
- ヒラタアブ亜科 Syrphinae
  - コシボソハナアブ族 :Bacchini
    - コシボソハナアブなど

  - ツヤヒラタアブ族 Melanostomatini
  - マメヒラタアブ族 Paragini
  - ヒゲナガハナアブ族 Chrysotoxini
  - ヒラタアブ族 Syrphini
    - クロヒラタアブ、ホソヒラタアブ、ヒメヒラタアブ、フデヒメヒラタアブなど
- ナミハナアブ亜科 Milesiinae
  - ベッコウハナアブ族 Volucellini
  - マドヒラタアブ族 Eumerini
  - ハチモドキハナアブ族 Cerioidini
  - ナミハナアブ族 Eristalini
    - シマハナアブ、ナミハナアブ（ハナアブ）、アシブトハナアブ、オオハナアブ、ビルゲイツハナアブ、ポールアレンハナアブなど

  - オオシマハナアブ族 Sericomyini
  - コヒラタハナアブ族 Pipizini
  - ツノヒゲハナアブ族 Callicerini
  - ナガハナアブ族 Milesiini
  - ハラナガハナアブ族 Xylotini
  - ヒメナガヒラタハナアブ族 Pelecocerini
  - タマヒラタアブ族 Chrysogasterini
  - クロハナアブ族 Cheilosiini
- アリスアブ亜科 Microdontinae

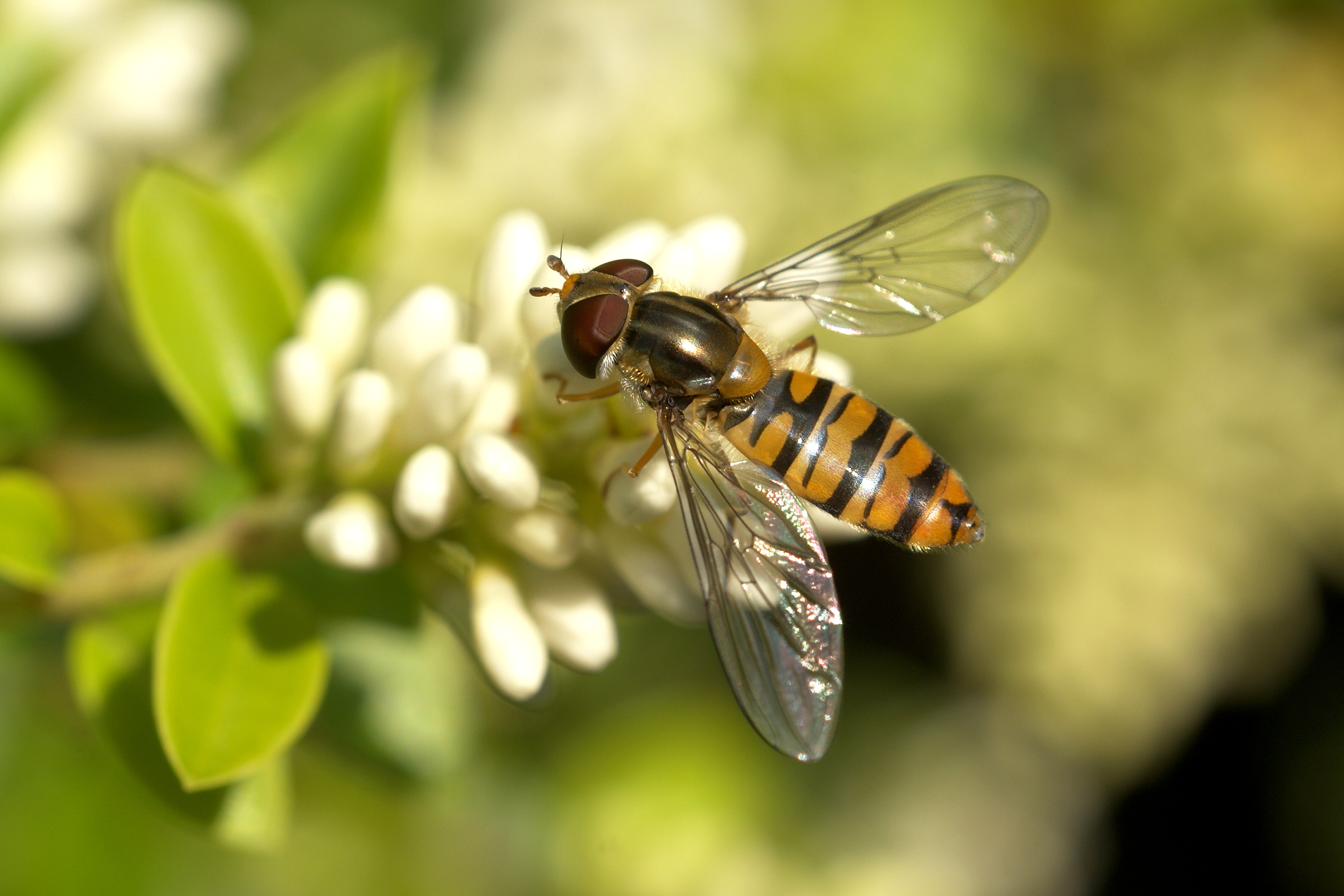
ホソヒラタアブ Episyrphus balteatus
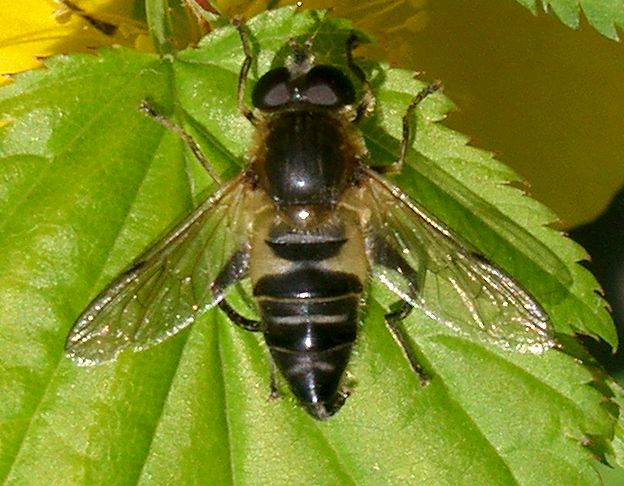
アシブトハナアブ Helophilus eristaloideus
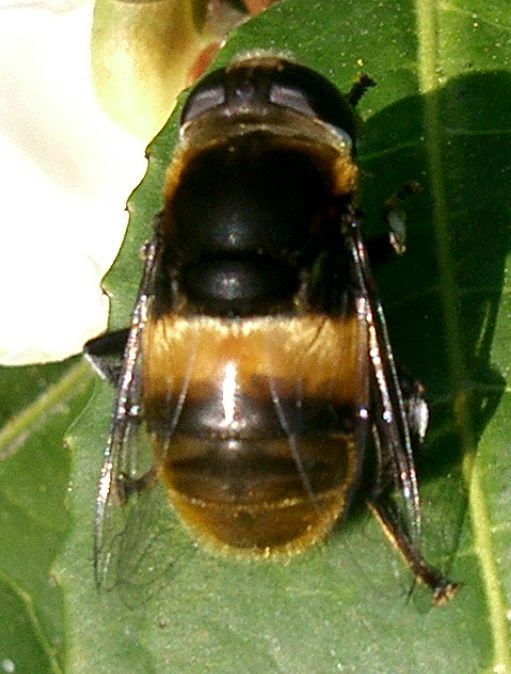
オオハナアブ Phytomia zonata
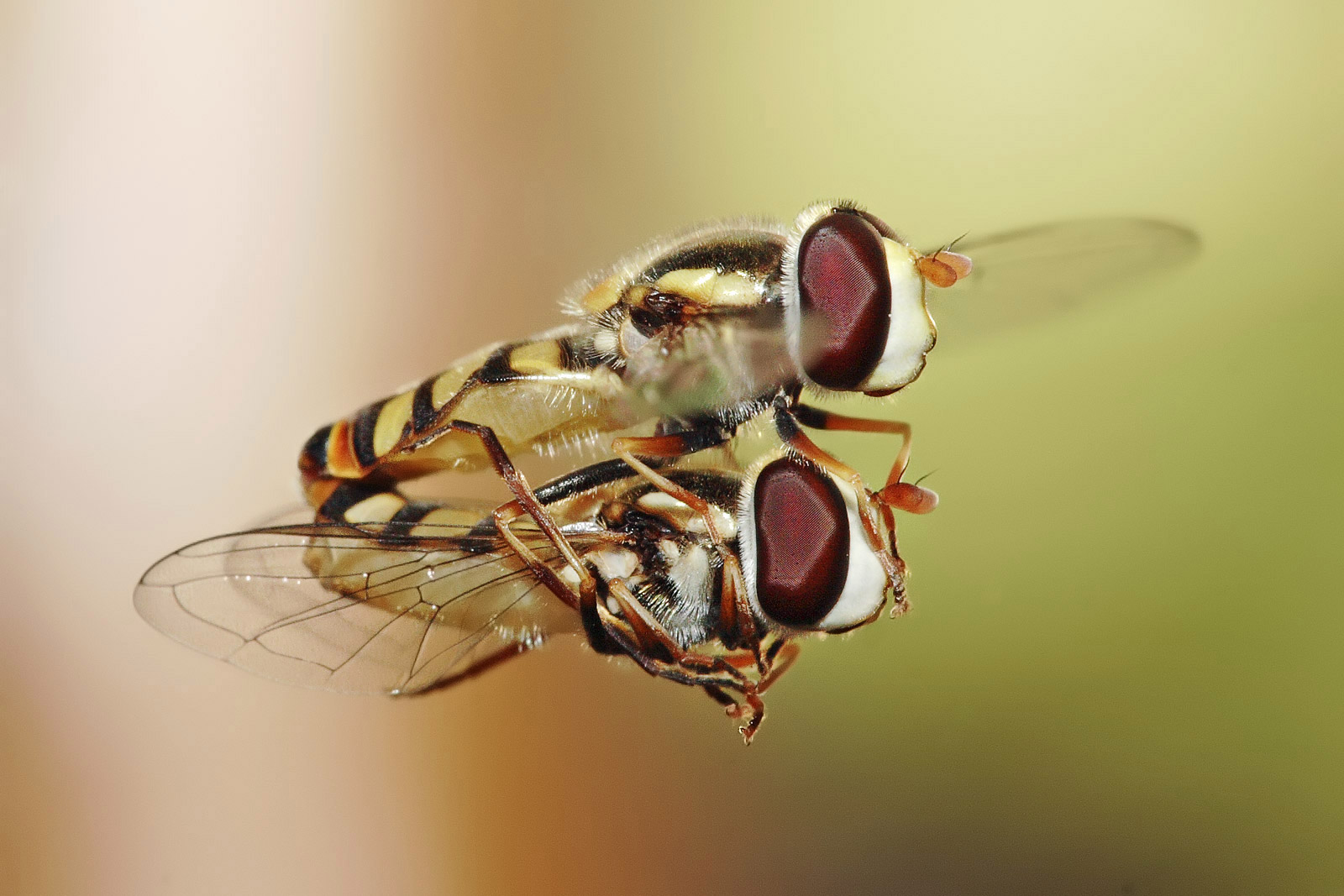
空中で交尾中のヒラタアブ亜科の一種 Melangyna viridiceps